# 조속
조속(趙涑, 1595년(선조 28년) ~ 1668년(현종 9년))은 조선시대 후기의 사대부(士大夫) 화가, 서예가이다. 자는 희온(希溫), 호는 창강(滄江), 취추(醉醜), 취옹(醉翁), 본관은 풍양(豊壤)이다. 벼슬은 진선(進善)에 이르렀고 그림은 매(梅), 죽(竹), 영모(翎毛), 절지(折枝), 산수(山水) 모두 뛰어났는데 특히 영모를 잘 했고 그의 영모는 한국적인 성격을 띤 영모화로서 주목된다. 한편 묵매(墨梅)는 어몽룡(魚夢龍)의 필법을 닮았다. 글씨에도 일가(一家)를 이루었으나 자신의 작품에 낙관(落款)하지 않는 기벽을 지녔다. 덕수궁 미술관 소장의 <노수서작도(老樹棲鵲圖)>, 국립중앙박물관 소장의 <매도(梅圖)> 및 개인 소장으로 <매작도(梅鵲圖)>, <원도(猿圖)> 등이 화적으로 남아 있다.

## 참고 자료
- 이 문서에는 다음커뮤니케이션(현 카카오)에서 GFDL 또는 CC-SA 라이선스로 배포한 글로벌 세계대백과사전의 내용을 기초로 작성된 글이 포함되어 있습니다.